# Paranáfloden

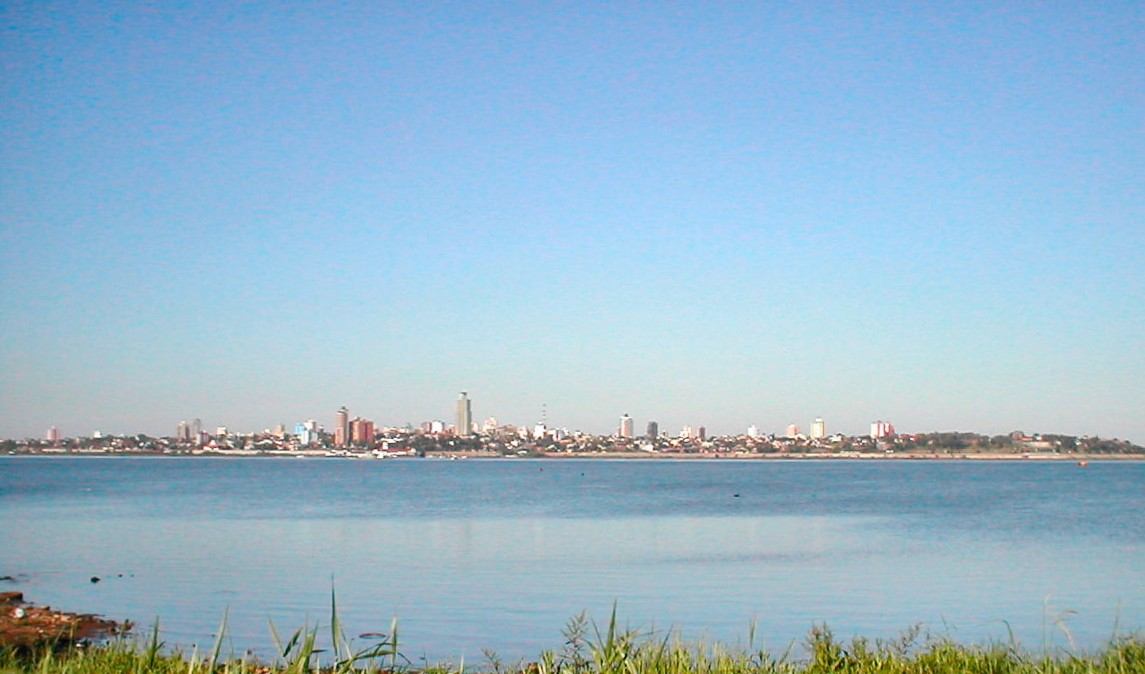
Floden vid Posadas i norra Argentina

Paranáfloden (spanska: Río Paraná, portugisiska: Rio Paraná) är Sydamerikas näst längsta flod och den uppstår genom sammanflödet av floderna Rio Paranaíba och Rio Grande i östra Brasilien. Dess största biflod är Paraguayfloden. Paraná är segelbar på slättlandet[källa behövs] och har sitt utflöde i ett deltaområde i Río de la Plata.
Paranáfloden är 4 880 kilometer lång och dess avrinningsområde är cirka 2,6 miljoner km².[källa behövs] Vid gränsen mellan Brasilien och Paraguay ligger Itaipu-dammen, ett av världens största vattenkraftverk